# Сунан (аэропорт)
Пхенья́нский междунаро́дный аэропо́рт Суна́н (кор. 평양순안국제공항?, 平壤順安國際空港? Пхёнъян Сунан кукче конхан) (ИАТА: FNJ, ИКАО: ZKPY) — основной аэропорт КНДР, главный транзитный узел государственной авиакомпании Air Koryo. Расположен в 25 км от центра Пхеньяна.

## Описание
По состоянию на 2011 год режим работы аэропорта летом — с 6:00 до 22:00, а зимой — с 7:00 до 21:00.
Сунан имеет 2 взлётно-посадочные полосы (01/19 и 17/35), по состоянию на 2022 год аэропорт эксплуатирует одну взлётно-посадочную полосу (17/35). Полоса оснащена системой КГС(ILS).
В этом аэропорту базируется национальная государственная авиакомпания Air Koryo.
В 2011 году началась реконструкция аэропорта. К июлю 2015 года был построен новый терминал.

## История
По окончании советско-японской войны в период с сентября 1945 года по 1949 год на аэродроме базировалась 252-я штурмовая авиационная Краснознамённая дивизия на самолетах Ил-2 и Ил-10, в феврале 1949 года переименованная в 109-ю штурмовую авиационную Краснознамённую дивизию.

## Пункты назначения и перевозчики

### Внутренние
- Air Koryo[2]
  - Чхонджин
  - Хэджу
  - Хамхын
  - Самджиён

### Международные
| Авиакомпания      | Направления                                                                              |
| ----------------- | ---------------------------------------------------------------------------------------- |
| Nordwind Airlines | Москва (Шереметьево)                                                                     |
| Air Koryo         | Пекин Столичный,, Шанхай (Пудун), Шэньян, Владивосток Чартерные рейсы: Чжэнчжоу , Харбин |